# NGC 606
NGC 606 este o galaxie spirală barată situată în constelația Peștii. A fost descoperită în 18 octombrie 1881 de către Édouard Stephan.